# Dirk Bellemakers
Dirk Bellemakers (Luyksgestel, 19 de enero de 1984) es un ciclista neerlandés que fue profesional entre 2003 y 2013 ininterrumpidamente.
En septiembre de 2013 anunció su retirada al finalizar la temporada.

## Palmarés
2008
- Stadsprijs Geraardsbergen

## Resultados en Grandes Vueltas
| Carrera | Carrera         | 2003 | 2004 | 2005 | 2006 | 2007 | 2008 | 2009 | 2010 | 2011 | 2012 | 2013  |
| ------- | --------------- | ---- | ---- | ---- | ---- | ---- | ---- | ---- | ---- | ---- | ---- | ----- |
|         | Giro de Italia  | —    | —    | —    | —    | —    | —    | —    | —    | —    | —    | 111.º |
|         | Tour de Francia | —    | —    | —    | —    | —    | —    | —    | —    | —    | —    | —     |
|         | Vuelta a España | —    | —    | —    | —    | —    | —    | —    | —    | —    | —    | —     |

—: no participa
Ab.: abandono